# هنري كويد
هنري كويد هو لاعب كرة قدم سويسري، ولد في 6 أبريل 2001 في زيورخ في سويسرا.

## وصلات خارجية
- هنري كويد على موقع قاعدة بيانات كرة القدم.إي يو (الإنجليزية)
- هنري كويد على موقع عالم كرة القدم.نت (الإنجليزية)